# Flervärd funktion
En flervärd funktion är inom matematiken en funktionsliknande relation där varje element i definitionsmängden är associerat med ett eller flera utvärden. En envärd funktion har till skillnad från en flervärd funktion garanterat endast ett associerat utvärde för varje element i definitionsmängden, och är därför en funktion i egentlig mening.
Flervärda funktioner delar många egenskaper med envärda funktioner, och uppfattas därför ofta som "funktioner i generaliserad mening". De uppträder naturligt i analysen som "substitut" för funktionsinverser till funktioner som inte är injektiva, och därför inte inverterbara i egentlig mening. Exempelvis är de trigonometriska funktionerna inte injektiva, utan upprepar i stället sina funktionsvärden med en viss periodicitet. Därför definieras ibland de cyklometriska funktionerna just som flervärda funktioner. I denna tolkning har exempelvis arctan 1 inte bara värdet π/4 (= 45°), utan samtidigt också alla andra vinklar θ med tan θ = 1 som värden. Ett annat exempel på en flervärd funktion är den komplexa logaritmen (som har oändligt många utvärden för varje tal i definitionsmängden), vars invers är ex.